# 주원 (지명)
주원(周原)은 중국의 옛 지명이며, 서주(西周)의 수도였다. 현재의 중화인민공화국 산시성 치산현과 푸펑현의 경계에 위치하였다.

## 역사
서주(西周)의 수도였으며, 동주(東周) 시대가 개막하기 전인 기원전 11세기부터 기원전 8세기까지 수도 역할을 담당하였다. 1976년 발굴 조사에 들어갔으며, 갑골 문자가 새겨진 다량의 귀갑(龟甲)과 우골(牛骨), 주나라 시대의 청동기가 출토되었고, 일급 보물로 지정된 장반(墻盤)이 발견되었다.

## 같이 보기
- 치산현
- 푸펑현
- 서주